# Federació Internacional d'Esports per a Cecs
La Federació Internacional d'Esports per a Cecs (en anglès: International Blind Sports Federation - IBSA) és el nom que rep la federació internacional d'esports per a cecs. Va ser fundada el 1981 a París i té la seu a Bonn, Alemanya. Compta amb 115 federacions nacionals afiliades, i s'integra en el Comitè Paralímpic Internacional (IPC). Entre les competicions que organitza, en destaquen els Jocs Mundials de la IBSA, dels quals, la tercera edició es va realitzar alBrasil, el 2007.
La seva finalitat, per a la IBSA:
| «                                       | L'esport és el millor mitjà de promoció de la imatge integradora de les persones amb discapacitat i cegues en particular, ajudant a superar la seva minusvalidesa potenciant la seva autoestima, capacitat de superació i normalització en el seu entorn, i en definitiva, la seva plena realització | » |
| — International Blind Sports Federation | |   |

## Sistema de classificació IBSA per grau de discapacitat
La IBSA ha desenvolupat un sistema de classificació dels atletes, en tres nivells, segons el grau de discapacitat visual, per tal d'organitzar competències equilibrades i adaptar les regles i instal·lacions. Els tres nivells, denominats B1, B2 i B3 són:
- B1: Totalment o gairebé totalment cec; des de no percepció de llum a percepció de llum però inhabilitat per a reconèixer la forma d'una mà.
- B2: Parcialment cega; capaç de reconèixer la forma d'una mà fins a una agudesa visual de 2/60 o un camp visual de menys de 5 graus.
- B3: Parcialment cega; agudesa visual des 2/60 a 6/60 o un camp visual des de 5 a 20 graus.

## Activitats
La IBSA organitza i regula l'esport de les persones amb discapacitats visuals en les següents àrees:
1. Atletisme
2. Ciclisme
3. Deu bitlles
4. Esquí alpí
5. Esquí de fons
6. Futbol sala
7. Golbol
8. Judo
9. Natació
10. Nou bitlles
11. Powerlifting
12. Showdown
13. Tir
14. Tir amb arc
15. Torball